# Nestraníci (politické hnutí)
Nestraníci (zkratka NK) je české politické hnutí oficiálně zaregistrované 29. května 2006.

## Vedení hnutí
Předsedkyní hnutí je od července 2006 Věra Uhlířová z Chocně, na jejíž adrese má hnutí sídlo. Místopředsedy jsou pak David Šimek ze Svitav a Petr Hájek z Ústí nad Orlicí.

## Účast ve volbách

### Komunální volby
V komunálních volbách v roce 2022 hnutí získalo celkem 233 mandátů. Oproti volbám v roce 2018 tak získalo o dva zastupitele více.

### Krajské volby
V krajských volbách v roce 2024 hnutí NK kandidovalo do Zastupitelstva Pardubického kraje v rámci subjektu „Koalice pro Pardubický kraj“ (tj. KDU-ČSL, NK a SNK ED) a do Zastupitelstva Olomouckého kraje jako součást koalice „Spojenci24 s vámi“ (tj. KDU-ČSL, TOP 09, Zelení a NK). Hnutí ve volbách získalo celkem 3 mandáty.

### Senátní volby
Ve volbách do Senátu PČR v roce 2010 byla za hnutí zvolena senátorkou nestranička Miluše Horská, a to v obvodu č. 43 – Pardubice. Za stejné hnutí (v koalici s KDU-ČSL) byla Horská zvolena senátorkou i ve volbách v letech 2016 a 2022.
Ve volbách do Senátu PČR v roce 2024 byl kandidátem koalice KDU-ČSL a hnutí NK v obvodu č. 50 – Svitavy starosta města Svitavy a místopředseda hnutí NK David Šimek. V prvním kole získal 26,29 % hlasů, skončil první, a postoupil tak do druhého kola, v němž mandát senátora získal.

### Sněmovní volby
Ve volbách do Poslanecké sněmovny PČR v roce 2021 podporovalo hnutí kandidátku koalice SPOLU. Na kandidátce této koalice v Pardubickém kraji byl za KDU-ČSL zvolen poslancem místopředseda hnutí David Šimek.